# یواس‌اس واساچ (ای‌جی‌سی-۹)
یواس‌اس واساچ (ای‌جی‌سی-۹) (به انگلیسی: USS Wasatch (AGC-9)) یک کشتی بود که طول آن ۴۵۹ فوت ۲ اینچ (۱۳۹٫۹۵ متر) بود. این کشتی در سال ۱۹۴۳ ساخته شد.